# 幾內亞魮
幾內亞魮（学名：Barbus guineensis）為輻鰭魚綱鯉形目鯉科的其中一個種。其种加词“guineensis”意为“几内亚的”。分布於非洲幾內亞Konkoure河流域上游，本魚具發展良好的觸鬚。側線完整，褐色的背面，淡黃色的腹面，在側面上具黑色的斑點，幼魚時期相當顯著，當成魚時則模糊，鰭沒有顏色，背鰭軟條10枚；臀鰭軟條8枚，體長可達11.7公分。